# Sanda (Giappone)
Sanda è una città del Giappone nella prefettura di Hyōgo.